# Ron Eschete
Ron Eschete (* 19. August 1948 in Houma (Louisiana) als Ronald Patrick Escheté) ist ein amerikanischer Gitarrist des Modern Jazz und Musikpädagoge.

## Leben und Wirken
Eschete erhielt mit 14 Jahren Gitarrenunterricht durch seinen Vater, spielte kurz darauf bereits in einem Quartett und zog dann nach New Orleans, um an der Loyola University New Orleans klassische Gitarre zu studieren. Daneben arbeitete er in Jazzclubs. Nachdem er mit Buddy Greco auf Tournee gegangen und in 1968 und 1969 in Las Vegas in einer Showband tätig gewesen war, arbeitete er in Los Angeles als Dozent, zunächst am Guitar Institute of Technology, dann aber auch an einigen Universitäten. Daneben spielte er in eigenen Bands, etwa seinem Trio mit Todd Johnson (Bass) und Kendall Kay (Drums), und als Solist. Auch war er an Aufnahmen von Musikern wie Dave Pike (1970), Milt Jackson, Gene Harris (1975), Warne Marsh, Don Rader, Jack McDuff, Ray Brown, James Zollar oder Ernestine Anderson beteiligt. Er ist weiterhin mit Ella Fitzgerald, Sarah Vaughan, Dizzy Gillespie und Diana Krall aufgetreten. Im Bereich des Jazz war er zwischen 1975 und 2012 an 96 Aufnahmesessions beteiligt, u. a. bei Yasuko Agawa, Keely Smith, Ray Anthony, Andy Simpkins, Tommy Gumina, Charlie Shoemake und Mary Stallings.
Eschete, der auf der siebensaitigen Gitarre spielt und als hochversierter Gitarrist angesehen wird, hat auch mehrere Lehrbücher verfasst.

## Diskographische Hinweise
- To Let You Know I Care (1979)
- A Closer Look (Concord, 1994, Sologitarre)
- The Beatles – Instrumental Tribute (2000)
- Live At Rocco (2000)

## Lehrbücher (Auswahl)
- The Jazz Guitar Soloist Alfred Publications
- Chord-Melody Phrases For Guitar Hal Leonard
- Super Solos Payback Publications

## Lexigraphische Einträge
- Martin Kunzler: Jazz-Lexikon, Bd. 1: A–L. Rowohlt, Reinbek 2002, ISBN 3-499-16512-0 (Digital verfügbar über Directmedia Publishing, Berlin 2006).